# Fidžijská hindština
Fidžijská hindština (anglicky: Fiji Hindi) je indoárijský jazyk, který je mateřským jazykem pro 313 000[zdroj⁠?!] Indofidžijců, lidí indického původu na Fidži.
Tento jazyk je velmi odlišný od standardní hindštiny, kterou se hovoří v Indii. Vztahy mezi těmito dvěma jazyky jsou podobné těm, které lze najít mezi nizozemštinou a afrikánštinou. Jazyk se skládá ze dvou východních dialektů – hindština Bhojpuri a hindština Awadhi s četnými anglickými a fidžijskými slovy.

## Příklady

### Číslovky
| Fidžijská hindština | Česky |
| ek                  | jeden |
| dui                 | dva   |
| teen, tiin          | tři   |
| chaar               | čtyři |
| paanch              | pět   |
| chhe                | šest  |
| saat                | sedm  |
| aath                | osm   |
| nau                 | devět |
| das                 | deset |

## Slovní zásoba
| Fidžijská hindština v latince | Fidžijská hindština v dévanágarí | Fidžijština | Čeština                                                            |
| ----------------------------- | -------------------------------- | ----------- | ------------------------------------------------------------------ |
| nangona                       | नंगोना                              | yaqona      | pepřovník opojný (kava, rostlina a fidžijský nápoj)                |
| tabale                        | तबाले                              | tavale      | manželčin bratr                                                    |
| bilo                          | बिलो                               | bilo        | sklenice ze skořápky kokosového ořechu na pití pepřovníku opojného |

## Emigrace
V nedávné době, vzhledem k politickým událostem na Fidži, se velký počet tamních Indů přestěhoval do Austrálie, na Nový Zéland a do Spojených států amerických i Kanady, s nimi pak do těchto zemí přišla i jejich fidžijská hindština.